# Westbevern
Westbevern – dzielnica miasta Telgte  w Niemczech, w kraju związkowym Nadrenia Północna-Westfalia, w rejencji Münster, w powiecie Warendorf. Do 31 grudnia 1974 była to samodzielna gmina.